# Деа, Мари
Мари́ Де́а (фр. Marie Déa), урождённая — Оде́тт Али́с Мари́ Дюпе́ (фр. Odette Alice Marie Deupès; 17 мая 1912, Нантер, Франция — 1 марта 1992, Париж, Франция) — французская актриса

.

## Биография
Одетт Алис Мари Дюпе, наиболее известная как Мари Деа, родилась 17 мая 1912 года в Нантере (Франция). После окончания юридической школы она брала уроки актёрского мастерства и начала с исполнения небольших ролей. 
Она достигла пика своей карьеры в 1942 году с выходом фильма «Вечерние посетители», режиссёр Марселя Карне по сценарию Жака Превера, где она сыграла роль Анны. Всего появилась более чем в 50-ти картинах, играла в театре. 
Она была женой актёра Люсьена Ната.